# Aimargues
Aimargues là một xã ở tỉnh Gard ở miền nam nước Pháp. Xã này có diện tích 26,48 km², dân số năm 1999 là 4090 người. Khu vực này có độ cao trung bình 7 mét trên mực nước biển.